# Rabbit Maranville
Walter James Vincent Maranville, detto Rabbit (Springfield, 11 novembre 1891 – Woodside, 6 gennaio 1954), è stato un giocatore di baseball e allenatore di baseball statunitense che ha giocato nel ruolo di interbase e seconda base nella Major League Baseball (MLB). È stato introdotto nella National Baseball Hall of Fame nel 1954.

## Carriera
Maranville finì terzo nel premio di MVP nella sua prima stagione completa mentre giocava per i Boston Braves a 1913 a 21 anni anche se batté solamente con una media di .247 con 2 fuoricampo in 143 partite. L'anno successivo fu secondo nel premio di MVP dietro al compagno Johnny Evers con i Braves che vinsero il pennant della National League e poi batterono i Philadelphia A's nelle World Series 1914.
Nella sua lunga carriera, a cavallo tra la dead-ball era e la live-ball era, Maranville giocò per i Boston Braves (1912–1920, 1929–1933, 1935), i Pittsburgh Pirates (1921–1924), i Chicago Cubs (1925), i Brooklyn Robins (1926) e i St. Louis Cardinals (1927–1928). Si ritirò con una media battuta di .258, 2.605 valide, 1.255 punti, 28 home run, 884 punti battuti a casa e 291 basi rubate. Come interbase chiuse con un record per il ruolo di 5.139 putout. Tornò a vincere il pennant della National League nel 1928 come membro dei Cardinals. Le sue 23 stagioni nella National League rimasero un record fino al 1986, quando fu battuto da Pete Rose.
Maranville era noto come uno dei "clown più famosi del baseball" per i frequenti scherzi che inventava e la sua mancanza di inibizioni. Quando fu nominato manager dei Chicago Cubs nel 1925, in una delle loro peggiori stagioni di sempre, non cambiò il suo comportamento. Una notte si introdusse nel pullman dove dormivano i giocatori e verso loro in faccia dell'acqua dicendo: "Non si dorme sotto la gestione di Maranville, specialmente di notte." Poco tempo dopo uscì nelle strade vicino a Ebbets Field a Brooklyn imitando un ragazzo dei giornali e gridando: "Leggete qui! Maranville licenziato!" E così accade il giorno successivo.

## Palmarès
- World Series: 1

Boston Braves: 1914